# Liste gehörloser Menschen
Als gehörlos gelten in der Regel Menschen, die aufgrund eines erworbenen oder angeborenen Hörverlust aufweisen. Solche Menschen können mit der Gehörlosenkultur in Verbindung gebracht werden. Taubheit (geringe oder gar keine Hörfähigkeit) unterscheidet sich von teilweisem Hörverlust oder Hörschäden (wie Tinnitus), bei denen es sich um eine weniger schwere Beeinträchtigung einer oder beider Seiten handelt. Die Definition von Taubheit variiert je nach Land, Kultur und Zeit, obwohl die Weltgesundheitsorganisation einen hochgradigen Hörverlust als das Unvermögen einstuft, in einem Hörtest einen Ton von 90 Dezibel oder mehr zu hören.
Neben Menschen mit hochgradigem Hörverlust können sich auch Menschen ohne hochgradigen Hörverlust als gehörlos bezeichnen. Dies ist häufig der Fall, wenn die Person in einer Gehörlosengemeinschaft aktiv ist und die Gebärdensprache die Erstsprache ist. Menschen, die überwiegend als hörende Person gelebt haben und beispielsweise aufgrund einer vorübergehenden Krankheit oder kurz vor ihrem Tod vorübergehend taub werden, werden in der Regel nicht als kulturell gehörlos eingestuft.

## Gehörlose Pädagogen und Organisatoren
- Ferdinand Berthier, französischer Intellektueller, veröffentlichte mehrere Artikel, war der erste Gehörlose, der mit der französischen Ehrenlegion ausgezeichnet wurde, Gründer der ersten Gehörlosenorganisation der Welt
- Julia Brace, amerikanische taubblinde Schülerin an der Hartford School for the Deaf
- Laura Bridgman, Amerikanerin, erste taubblinde Schülerin von Dr. Samuel Howe an der Perkins School for the Blind
- Teresa de Cartagena, spanische Conversononne und Mystikerin des 15. Jahrhunderts, die später taub wurde; erste Mystikerin in spanischer Sprache
- Laurent Clerc, Schüler und Lehrer am Institut National de Jeunes Sourds de Paris des Abbé de l'Épée; begleitete Thomas Gallaudet nach Amerika, um dort gehörlose Kinder zu unterrichten; 1817 Mitbegründer der ersten Gehörlosenschule Nordamerikas in Hartford
- Alice Cogswell, erste gehörlose Schülerin der American School for the Deaf
- Robert R. Davila, neunte Präsident der Gallaudet University
- Pierre Desloges, französischer gehörloser Schriftsteller und Buchbinder, erster bekannter Gehörloser, der ein Buch veröffentlichte
- Gilbert Eastman, US-amerikanischer Pädagoge, Schauspieler, Dramatiker, Autor und Fernsehmoderator
- Jane Fernandes, erste gehörlose Frau, die als Präsidentin eines amerikanischen Colleges oder einer Universität am Guilford College in Greensboro arbeitete und erste gehörlose Frau, die eine Schule für Gehörlose leitete (Hawaii School for the Deaf and Blind)[3]; derzeit Präsidentin des Antioch College in Yellow Springs in Ohio
- Andrew Foster, amerikanischer Pädagoge, der erste gehörlose Farbige, der am Gallaudet College einen Bachelor-Abschluss erlangte, christlicher Missionar in Afrika
- T. Alan Hurwitz, zehnte Präsident der Gallaudet University und ehemaliger Vizepräsident des National Technical Institute for the Deaf
- Casar Jacobson, norwegisch-kanadische erste gehörlose Gewinnerin des Miss Canada-Titels (2013), Aktivistin für die Rechte von Menschen mit Behinderungen und UN-Jugendchampionin
- I. King Jordan, erste gehörlose Präsident (insgesamt der achte) der Gallaudet University
- Liisa Kauppinen, finnische Menschenrechtsaktivistin, ehemalige Präsidentin des Weltverband der Gehörlosen
- Helen Keller, amerikanische taubblinde Schriftstellerin, Dozentin und Schauspielerin
- Dorothy Miles, gehörlose Dichterin und Aktivistin
- Lawrence R. Newman, Gehörlosenpädagoge und Aktivist, war zwei Amtszeiten lang Präsident der National Association of the Deaf
- Michael Ndurumo, gehörloser Pädagoge aus Kenia, dritte gehörlose Mensch aus Afrika, der einen Doktortitel erhielt
- Marie Jean Philip, Lehrerin und führende internationale Verfechterin des Rechts auf Gebärdensprache
- George Veditz, ehemalige Präsident der National Association of the Deaf und einer der ersten, der Gebärdensprache filmte

## Schauspieler
- Shelley Beattie, amerikanische Schauspielerin und Bodybuilderin
- Sean Berdy, Schauspieler und Komiker[4]
- Linda Bove, Schauspielerin, insbesondere bekannt durch die Rolle der Bibliothekarin Linda in der Kinderfernsehsendung Sesame Street[5]
- Deanne Bray, Schauspielerin mit Hauptrolle in Sue Thomas: F.B.Eye
- Millie Bobby Brown, Schauspielerin aus Stranger Things
- James Cavalry, US-amerikanischer Schauspieler
- Stephen Colbert, Schauspieler, Komiker und Talkshow-Moderator[6]
- Aryana Engineer, Schauspielerin
- Lou Ferrigno, US-amerikanischer Schauspieler und Bodybuilder
- Phyllis Frelich, US-amerikanische Schauspielerin, Beste Schauspielerin in einem Broadway-Stück: Gottes vergessene Kinder 1980
- Russell Harvard, Schauspieler, dessen Muttersprache die American Sign Language ist[7]
- Bob Hiltermann, Schauspieler, Autor, Regisseur und Musiker
- Emilio Insolera, italienischer Schauspieler und Regisseur von Sign Gene
- Troy Kotsur Bester Nebendarsteller für seine Rolle in "CODA"
- Ryan Lane, Schauspieler und Model
- Gabriella Leon, englische Schauspielerin
- Marlee Matlin, die erste gehörlose Person, die für ihre Rolle in Gottes vergessene Kinder einen Oscar (Beste Hauptdarstellerin) gewann
- Leslie Nielsen, kanadisch-amerikanischer Komödienschauspieler[8]
- Audree Norton, amerikanische Schauspielerin und Pädagogin, eines der Gründungsmitglieder des National Theatre of the Deaf
- Lauren Ridloff, US-amerikanische Schauspielerin, spielte in der neunten Staffel von The Walking Dead Rolle der Connie (gehörlose Figur), spielte in Eternals gehörlose Superheldin Makkari
- Sandra Mae Frank, amerikanische Schauspielerin, spielte Rolle der Dr. Elizabeth Wilder in der vierten und fünften Staffel von New Amsterdam
- Emerson Romero, kubanisch-amerikanischer Stummfilmschauspieler, entwickelte erste Technik zur Untertitelung von Tonfilmen
- Terrylene Sacchetti, Schauspielerin
- Howie Seago, Schauspieler und Regisseur
- Millicent Simmonds, gehörlose Schauspielerin
- Shoshannah Stern, Schauspielerin in Jericho und Weeds, deren Muttersprache die American Sign Language ist[9]
- Alexandria Wailes, gehörlose Schauspielerin, Tänzerin und Pädagogin
- Bruce Willis, US-amerikanischer Schauspieler, Produzent und Sänger

## Künstler
- Chuck Baird, US-amerikanischer Maler und Künstler, einer der Gründer der De'Via Deaf Art-Bewegung
- Bernard Bragg, Darsteller, Autor, Regisseur, Dichter und Künstler
- John Brewster Jr., Porträtist und Miniaturist in Connecticut, Massachusetts und Maine während der Zeit des Föderalismus in Amerika[10]
- Edward Caledon Bruce, amerikanischer Maler, Autor und Verleger
- John Carlin, amerikanischer Maler
- Thomas Davidson, RA, ein englischer Maler, der sich auf historische Marineszenen spezialisiert hat
- Walter Geikie, schottischer Maler
- Francisco Goya, spanischer Maler[11]
- David Hockney, britischer Maler[12]
- Regina Olson Hughes, amerikanische Illustratorin
- Jan spanischer Comiczeichner[13]
- Betty G. Miller, amerikanische Künstlerin
- Maurycy Minkowski, gehörloser polnisch-jüdischer Künstler
- Juan Fernández de Navarrete, spanischer manieristischer Maler
- Albert Newsam Lithograf und Schüler von Catlin[14]
- Will J. Quinlan, amerikanischer Künstler, Radierer, Maler
- Slava Raškaj kroatischer Maler
- Granville Redmond, amerikanischer Maler, Schauspieler
- Alfred Thomson, englischer Künstler und Olympiagoldmedaillengewinner
- Douglas Tilden, amerikanischer Bildhauer
- Frederick LaMonto, amerikanischer Bildhauer und Künstler[15]

## Musiker
- Ailís Ní Ríain, irischer Komponist
- Ludwig van Beethoven, deutscher Komponist und Pianist[16]
- Beethoven's Nightmare, erste und einzige Gehörlosen-Rockband der Welt, mitbegründet von Bob Hiltermann, Schlagzeuger aus Kalifornien, Ed Chevy und Steve Longo aus Kalifornien
- William Boyce, britischer Komponist[17]
- Sean Forbes, US-amerikanischer Musiker, Songwriter und Rapper
- TL Forsberg, amerikanischer Avantgarde-Rocksänger[18]
- Evelyn Glennie, schottische Schlagzeugerin, gewann 1989 einen Grammy als beste Musikerin in einer Aufnahme: Bartoks Sonate für zwei Klaviere und Schlagzeug[19]
- Mandy Harvey, amerikanische Jazzsängerin und Finalistin von America's Got Talent
- Geraldine Lawhorn, Musikerin, Schauspielerin, Lehrerin und erste taubblinde Afroamerikanerin mit Hochschulabschluss
- Signmark, finnischer Rap-Künstler
- Bedřich Smetana, tschechischer Komponist[20]
- Mariko Takamura, gehörlose japanische Musikerin
- Jeshurun Vincent, Malaysier, reisender Musiker, Autor und inspirierender Redner, der trotz teilweisen Gehörlosigkeit für seine globale musikalische Reise Anerkennung erlangte[21][22][23]

## Wissenschaftler
- Guillaume Amontons, französischer Erfinder und Physiker[24]
- Annie Jump Cannon, Harvard-Astronomin, ausgezeichnet für ihre Arbeit auf dem Gebiet der Sternklassifizierung[25]
- Thomas Edison, amerikanischer Geschäftsmann und Erfinder[26]
- John Goodricke, englischer Astronom[27]
- Olaf Hassel, norwegischer Astronom[28]
- Christian Rathmann, deutscher Linguist
- Nansie S. Sharpless, amerikanische Biochemikerin[29]
- Henrietta Swan Leavitt, amerikanische Astronomin[30]
- Konstantin Tsiolkovsky, russischer Astronom[31]

## Sportler
- Cecilia Hanhikoski, finnische Snowboarderin und Futsalspielerin
- Ashley Fiolek, amerikanische Motocross-Rennfahrerin und Stunt-Darstellerin
- Yehuda Gruenfeld, israelischer Schachgroßmeister
- Matt Hammill, US-amerikanischer Mixed-Martial-Arts-Kämpfer
- Gerry Hughes, britischer Sportsegler
- Jim Kyte, kanadischer Eishockeyspieler
- Rebecca Macree, britische Squashspielerin
- Robert Marchand, amerikanischer Radrennfahrer
- Caleb McDuff, britischer Rennfahrer
- Mike Murphy, amerikanischer Sporttrainer
- Kitty O'Neil, amerikanische Rennfahrerin und Stuntdarstellerin
- Jodie Ounsley, britische Rugby-Union-Spielerin
- Aimee Walker Pond, amerikanische Turnerin
- Jock Porter, britischer Motorradrennfahrer
- Marie Roethlisberger, amerikanische Turnerin
- Lana Skeledžija, kroatische Sportschützin
- Melanie Stabel, deutsche Sportschützin
- Joe Swail, nordirischer Snookerspieler
- Laurentia Tan, paralympische Pferdesportlerin aus Singapur
- Tone Tangen Myrvoll, norwegischer Läufer, Skifahrer und Orientierungsläufer
- Margareta Trnková-Hanne, tschechische Sprinterin und Tennisspielerin
- Ildikó Újlaky-Rejtő, ungarische Fechterin und Olympiasiegerin
- Boris Verlinsky, ukrainisch-russischer Schachmeister
- Melinda Vernon, australische Langstreckenläuferin, Triathletin und Schwimmerin
- Heidi Zimmer, amerikanische Bergsteigerin

### American football
- Albert Berg, American-Football-Spieler, Trainer und Autor
- Derrick Coleman, US-amerikanischer Fullback und Super-Bowl-Champion
- Gilbert O. Erickson, US-amerikanischer College-Football-Spieler und Fotograf
- Bonnie Sloan, amerikanischer Defensive Tackle und erste gehörlose Person, die in die National Football League eingezogen wurde
- Kenny Walker, amerikanischer American-Football-Spieler und erster gehörloser Spieler in der Canadian Football League
- Blaise Winter, US-amerikanischer Trainer und ehemaliger Defensive End in der NFL

### Fußballverband
- Eunate Arraiza, spanische Verteidigerin/Mittelfeldspielerin
- Cliff Bastin, englischer Stürmer für Arsenal
- Jozo Bogdanović, kroatischer Stürmer
- Stan Burton, englischer Flügelspieler
- Memnos Costi, englischer Fußballspieler und Fernsehmoderator
- Damir Desnica, kroatischer Stürmer
- Matthew Eby, amerikanischer Verteidiger/Mittelfeldspieler
- Thomas Elliott, britischer Stürmer
- Albert Gardner, englischer Mittelfeldspieler
- Danielle Gibbons, englische Torhüterin
- Andy Greig, schottischer Torhüter
- Stefan Markolf, deutscher Verteidiger
- Athiel Mbaha, namibischer Torhüter und Nationalspieler beim Afrika-Cup
- Simon Ollert, deutscher Stürmer
- John Tosswill, englischer Stürmer

### Leichtathletik
- Nele Alder-Baerens, deutsche Distanzläuferin
- Natasha Bacchus, kanadische Sprinterin
- Dean Barton-Smith, australischer Zehnkämpfer
- Edie Boyer, amerikanische Diskuswerferin
- Suslaidy Girat, kubanische Sprinterin und Springerin
- Emilija Manninen, estnische Hürdenläuferin
- Marie-Paule Miller, französische Siebenkämpferin
- Amy-Lea Mills, australische Speerwerferin
- Dawn Moncrieffe, kanadische Mittelstreckenläuferin
- Trude Raad, norwegische Werferin
- Ruth Taubert Seeger, amerikanische Sprinterin und Springerin
- Evgenii Shvetcov, russischer paralympischer Läufer
- Vyacheslav Skomorokhov, ukrainisch-sowjetischer Hürdenläufer
- Gerhard Sperling, ostdeutscher Geher
- Beryl Wamira, kenianische Sprinterin
- Rita Windbrake, deutsche Läuferin

### Baseball
- Michael Cuddyer, US-amerikanischer Outfielder in der MLB von 2001 bis 2015; zweimaliger MLB All-Star
- Dummy Deegan, amerikanischer Pitcher für die New York Giants im Jahr 1901
- Ed Dundon, amerikanischer Pitcher und erster gehörloser Spieler in der MLB, 1883–1884
- Tyson Gillies, kanadischer Outfielder und Goldmedaillengewinner der Panamerikanischen Spiele
- Dummy Hoy, amerikanischer Center Fielder und erfolgreichster gehörloser Spieler in der MLB, 1888–1902
- Yuya Ishii, japanischer Pitcher im Nippon Professional Baseball
- Dummy Leitner, amerikanischer Pitcher in der MLB 1901–1902
- Thomas Lynch, amerikanischer Pitcher für die Chicago White Stockings (NL) im Jahr 1884
- Curtis Pride, US-amerikanischer Outfielder in der MLB von 1993 bis 2006; College-Baseballtrainer
- Dick Sipek, amerikanischer Outfielder für die Cincinnati Reds im Jahr 1945
- Dummy Stephenson, amerikanischer Outfielder für die Philadelphia Phillies im Jahr 1892
- Dummy Taylor, amerikanischer Pitcher in der MLB zwischen 1901 und 1908

### Basketball
- Lance Allred, amerikanischer Stürmer und erster gehörloser NBA-Spieler
- Buffalo Silents, amerikanisches Gehörlosenteam aus den 1920er Jahren
- Tamika Catchings, amerikanische Small Forward, WNBA-Meisterin 2012 und vierfache Olympiasiegerin
- Wissam Constantin, libanesischer Stürmer und erster gehörloser Spieler in der libanesischen Basketballliga
- Cecilia Ferm, schwedische Nationalspielerin
- Emma Meesseman, belgische Spielerin in der WNBA
- Ronda Jo Miller, amerikanische Spielerin und erste gehörlose Frau, die sich für die WNBA bewarb
- Miha Zupan, slowenischer Power Forward

### Cricket
- Anjan Bhattacharjee, indischer First-Class-Bowler für Bihar
- Lance Cairns, neuseeländischer Allrounder und internationaler Testspieler
- John Hodgkins, englischer Erstklass-Allrounder für Nottinghamshire
- Charlie McLeod, australischer Allrounder und internationaler Testspieler
- Imran Sheikh, ehemaliger Kapitän der gehörlosen indischen Nationalmannschaft
- Baba Sidhaye, indischer erstklassiger Allrounder und erster taubstummer Spieler auf nationaler Ebene
- Umesh Valjee, ehemaliger Kapitän der gehörlosen englischen Nationalmannschaft

### Schwimmen
- Carli Cronk, amerikanische Schwimmerin, Deaflympics-Siegerin, die bei einem einzigen Spiel 12 Goldmedaillen gewann, und Gehörlosen-Weltrekordhalterin
- Cindy-Lu Bailey, australische Schwimmerin und 29-fache Deaflympics-Medaillengewinnerin
- Peggy de Villiers, südafrikanische Schwimmerin und Deaflympionikin
- Natalia Deeva, belarussische Schwimmerin und vierfache Deaflympics-Siegerin
- Gertrude Ederle, amerikanische Olympiamedaillengewinnerin und erste Frau, die den Ärmelkanal durchschwamm
- Jeff Float, US-amerikanischer Schwimmer und Olympiasieger sowie Weltmeister
- Reed Gershwind, amerikanischer Schwimmer und 30-facher Deaflympics-Medaillengewinner
- Danielle Joyce, britische Schwimmerin und zweifache Deaflympics-Siegerin
- Matthew Klotz, US-amerikanischer Schwimmer und Gehörlosen-Weltrekordhalter
- Cornell Loubser, südafrikanischer Schwimmer und Deaflympic-Medaillengewinner
- Jill Diana Lovett, britische Schwimmerin und Deaflympionikin
- Rebecca Meyers, amerikanische Schwimmerin und sehbehinderte Paralympics-Siegerin
- Linda Neumann, deutsche Schwimmerin und Deaflympic-Medaillengewinnerin
- Terence Parkin, südafrikanischer Schwimmer und Olympia- und Weltmedaillengewinner
- Alexandra Polivanchuk, schwedische Schwimmerin und Gehörlosen-Weltrekordlerin
- Anna Polivanchuk, schwedische Schwimmerin und Gehörlosen-Weltrekordhalterin, Schwester von Alexandra
- Taranath Narayan Shenoy, indischer taubblinder Freiwasserschwimmer und Durchschwimmer des Ärmelkanals

### Tennis
- Vidisha Baliyan, indische Tennisspielerin und Teilnehmerin eines Schönheitswettbewerbs
- Emily Hangstefer, amerikanische Tennisspielerin und Deaflympionikin
- Jafreen Shaik, indischer Tennisspieler und Deaflympionik
- Mario Kargl, österreichischer Tennisspieler und ehemaliger Gehörlosen-Weltmeister
- Lee Duck-hee, südkoreanischer Tennisspieler und zweimaliger Teilnehmer der ATP Challenger Tour
- Gábor Máthé, ungarischer Meister und Deaflympic-Meister
- Angela Mortimer, britische Tennisspielerin und mehrfache Grand-Slam-Gewinnerin
- Barbara Oddone, italienische Tennisspielerin und mehrfache Deaflympics-Siegerin
- Prithvi Sekhar, indischer Tennisspieler und Deaflympionik

### Wintersport
- Jenny Berrigan, amerikanische Snowboarderin
- Brenda Davidson, kanadische Curlerin
- Emma Logan, kanadische Curlerin
- Jakub Nosek, tschechischer Bobfahrer
- Margarita Noskova, russische Snowboarderin
- Anna Surmilina, russische Snowboarderin
- Jack Ulrich, kanadischer Eishockeyspieler
- Lauren Weibert, amerikanische Snowboarderin

## Autoren
- Rashida Abedi, pakistanisch-britische autobiografische Schriftstellerin
- Kashaf Alvi, pakistanischer Schriftsteller
- Kathleen L. Brockway, Autorin, Historikerin und Aktivistin für die Rechte Gehörloser
- John Lee Clark, amerikanischer taubblinder Dichter
- Willy Conley, Dramatiker, Schauspieler, Fotograf
- Agatha Tiegel Hanson, amerikanische Schriftstellerin
- Eugen Relgis, rumänischer humanistischer Schriftsteller und politischer Aktivist
- Michael Chorost, Autor und Techniker, der über seine Erfahrungen mit Cochlea-Implantaten schrieb[32]
- Angeline Fuller Fischer, amerikanische Schriftstellerin
- Harold MacGrath, amerikanischer Autor
- Pierre de Ronsard, französischer Dichter
- Laura C. Redden Searing, Bürgerkriegsjournalistin, Biografin und Dichterin
- Louise Stern, Schriftstellerin und Künstlerin
- Ted Supalla, Forscher und Professor
- Clayton Valli, gehörloser Linguist und ASL-Dichter
- David Wright, in Südafrika geborener britischer Dichter
- Judith Wright, australische Dichterin

## Andere Berufe
- Dimitra Arapoglou, gehörloses Mitglied des griechischen Parlaments von 2007 bis 2009
- Alice of Battenberg, deutsche Prinzessin im 19. und 20. Jahrhundert
- Marla Berkowitz, ASL-Dolmetscherin; seit 2020 die einzige gehörlose ASL-Dolmetscherin im US-Bundesstaat Ohio
- Earnest Elmo Calkins, gehörloser amerikanischer Werbefachmann, der Pionierarbeit bei der Verwendung von Kunst in der Werbung leistete
- Nyle DiMarco, Champion der 22. Staffel von Dancing with the Stars und Gewinner von America's Next Top Model
- Haben Girma, erste taubblinde Absolventin der Harvard Law School[33]
- Claudia L. Gordon, Rechtsanwältin
- Olof Hanson, Architekt
- Helen Heckman, Tänzerin
- Henrietta Howard, Gräfin von Suffolk
- Juliette Gordon Low, Gründerin der Girl Scouts of the USA[34]
- Charlotte Lamberton, Tänzerin
- Mojo Mathers, neuseeländischer Politiker
- Florence Lewis May, amerikanische Textilkuratorin
- Roger Demosthenes O'Kelly, taubblinder schwarzer Anwalt, Yale-Alumnus
- Dame Kathleen Ollerenshaw, britische Mathematikerin und Politikerin
- François d'Orléans, Prince of Joinville, französischer Prinz und Marinekommandant
- Opu Daeng Risaju, indonesischer Unabhängigkeitsaktivist
- Andrew Phillips, Rechtsanwalt
- Rikki Poynter, gehörlose YouTuberin und Aktivistin
- Punk Chef, berühmter gehörloser Koch aus Großbritannien
- Elizabeth Steel, erste Aufzeichnung einer gehörlosen Person in Australien
- Sue Thomas, erste gehörlose Person, die als verdeckte Ermittlerin für das Federal Bureau of Investigation (FBI) arbeitete und Verdächtigen von den Lippen ablas
- Heather Whitestone, erste gehörlose Frau, die den Titel Miss America gewann
- Nellie Zabel Willhite, Pilotin
- Mabel Hubbard Bell, Ehefrau des Telefonerfinders Alexander Graham Bell

## Fiktive Charaktere
- Connie, gehörlose Figur, die in der AMC-Serie The Walking Dead gegen Zombies kämpft
- Echo, gehörlose Cheyenne Kampfkünstlerin aus Marvel Comics
- Drury Lane, gehörloser Detektiv, geschrieben von Ellery Queen
- Jade Lovall, teilweise gehörlose Krankenschwester in dem BBC-Ärztedrama Casualty.
- Gabriella, taube Meerjungfrau und eine von Arielles Freundinnen in The Little Mermaid
- Hawkeye (Clint Barton), tauber Bogenschütze aus Marvel Comics
- Maxine "Max" Coleman, gehörloses Mädchen und Esthers adoptierte jüngere Schwester im Horrorfilm Orphan aus dem Jahr 2009
- Hearthstone, tauber Elf und einer von Magnus’ Freunden aus Rick Riordans Magnus Chase and the Gods of Asgard
- Regan Abbott, gehörlose Tochter von Evelyn und Lee Abbott im Horrorfilm A Quiet Place aus dem Jahr 2018
- Jia Andrews, taubes Mädchen im Film Godzilla vs. Kong aus dem Jahr 2021
- Makkari, ein Eternal mit übermenschlicher Geschwindigkeit im Film Eternals von 2021